# Channagiri (Rural), Channagiri
Channagiri (Rural) là một làng thuộc tehsil Channagiri, huyện Davanagere, bang Karnataka, Ấn Độ.